# Gästgivartjärnen, Dalarna
Gästgivartjärnen är en sjö i Falu kommun i Dalarna och ingår i Dalälvens huvudavrinningsområde.